# ضاية أفركاع
ضاية أفركاع هي بحيرة في إقليم إفران، وهي تقع ضمن مسار الجولة السياحية عبر البحيرات. تمتد على مساحة 11 هكتار، وإرتفاع 1420 متر.
تتغذى بشكل أساسي من ذوبان الجليد والجريان السطحي. البحيرة محاطة بمرج قصير جدًا وبكتل من خشب البلوط (سنديان أخضر). يتعرض الطين أو الحصى على ضفاف البحيرة مؤقتًا لتقلب مستويات المياه. تتكون النباتات المغمورة من الحوذان. الغطاء النباتي الناشئ متدهور للغاية، ويمثله جزر صغيرة من البوط وقيصوب. بعد القطع المفرط والوحشي للنباتات المائية وكذلك الاضطراب المفرط الذي تسببه البدو، اختفت عدة أنواع من الطيور التي تعشش من المنطقة، مثل المر الصغير، مالك الحزين الأرجواني، مالك الحزين الليلي. أما بالنسبة للأسماك، فيمكن إيجاد البايك الأوروبي، والكارب الشائع، والرود، والجمبري.